# Coronacrisis in Nepal
Het eerste geval van de COVID-19-pandemie in Nepal werd bevestigd op 24 januari 2020 in de district Kathmandu . De patiënt vertoonde milde klachten en was een week eerder ontslagen uit het ziekenhuis met instructies voor thuisquarantiane; op 31 januari was hij volledig hersteld. Tussen januari en maart heeft Nepal stappen ondernomen om een uitgebreide uitbraak van het virus te voorkomen, terwijl Nepal zich erop voorbereidde door essentiële benodigdheden, apparatuur en medicijnen te kopen, de gezondheidsinfrastructuur te verbeteren, medisch personeel op te leiden en de inwoners bewust te maken. De tweede geval van het virus werd op 23 maart 2020 in Kathmandu bevestigd. Het eerste geval van besmetting binnenlands werd bevestigd op 4 april in de district Kailali. Sinds 14 mei zijn er in totaal 246 gevallen bevestigd, die verspreid zijn over 22 districten in zes provincies. Tweeëndertig van de besmetten zijn bevestigd hersteld. Op 24 maart is een landelijke lockdown van kracht geworden, die op 18 mei afloopt.
Nepal vestigde vanaf half januari gezondheidsbalies op de internationale luchthavens en op grenscontroleposten met India. De landgrenzen met zowel India als China werden later volledig afgesloten en alle internationale vluchten werden opgeschort. Alle examens zijn afgelast en scholen en hogescholen zijn gesloten. In het hele land worden quarantainecentra en tijdelijke ziekenhuizen opgezet. Laboratoriumfaciliteiten worden verbeterd en uitgebreid. Ziekenhuizen hebben meer ic-afdelingen en isolatiebedden opgezet. De SAARC-landen hebben toegezegd mee te werken aan de bestrijding van de ziekte in de regio. India, de Verenigde Staten en Duitsland vergroten hun steun aan de Nepalese gezondheidssector.
Nepal heeft zijn internationale campagnes met betrekking tot Visit Nepal Year 2020 geannuleerd. De economie zal naar verwachting ernstig worden getroffen door de pandemie. Gevolgen zullen naar verwachting komen voor de buitenlandse werkgelegenheid, toerisme, productie, bouw en handel. Er zijn in het buitenland meer gevallen onder Nepalezen dan thuis, met wereldwijd 2000 bevestigde gevallen en tientallen doden.

## Achtergrond

### COVID-19-pandemie

Aantal besmettingen (blauw) en doden (rood) door COVID-19. De stippellijnen geven de dagelijkse verschil aan.

De pandemie van coronavirusziekte 2019 (COVID-19) die nu gaande is, wordt veroorzaakt door het ernstig acuut luchtwegen syndroom coronavirus 2 (SARS-CoV-2). De uitbraak werd voor het eerst vastgesteld in de stad Wuhan, Hubei, China, in december 2019 en op 11 maart 2020 door de Wereldgezondheidsorganisatie (WHO) erkend als een pandemie. Op 14 mei 2020 zijn meer dan 4.37 miljoen gevallen van COVID-19 gemeld in 188 landen en gebieden resulterend in meer dan 297,000 doden. Meer dan 1.56 miljoen mensen zijn hersteld, hoewel er een mogelijkheid is voor herinfictie. Het sterftecijfer werd geschat op 4 procent in China maar varieert veel tussen landen. Veel voorkomende symptomen zijn koorts, hoesten en Benauwdheid. Ergere symptomen kunnen zijn: longontsteking en acute luchtwegen benardheid syndroom. De tijd tussen de incubatieperiode en het optreden van symptomen is doorgaans ongeveer vijf dagen, maar kan variëren van twee tot veertien dagen. Er is geen vaccin of specifieke antivirale behandeling bekend.
De beste preventieve maatregelen zijn onder meer handen wassen, de mond bedekken bij hoesten, afstand houden tot andere mensen en controle en zelfisolatie voor mensen die vermoeden dat ze besmet zijn. Autoriteiten wereldwijd hebben gereageerd door reisbeperkingen, quarantaines, uitgaansverboden, gevarencontroles op de werkplek en sluiting van faciliteiten in te voeren.
De pandemie heeft geleid tot ernstige wereldwijde sociaaleconomische ontwrichting, uitstel of annulering van sportieve, religieuze, politieke en culturele evenementen, en wijdverbreide tekorten aan voorraden, verergerd door hamsteren. Scholen, universiteiten en hogescholen zijn in 190 landen landelijk of lokaal gesloten, wat gevolgen heeft voor ongeveer 73.5 procent van de wereldbevolking. Verkeerde informatie over het virus is online verspreid. Als gevolg van verminderde reizen en sluitingen van de zware industrie, is er een afname van luchtvervuiling en koolstofemissies.